# Aprostocetus diplosidis
Aprostocetus diplosidis är en stekelart som beskrevs av Crawford 1907. Aprostocetus diplosidis ingår i släktet Aprostocetus och familjen finglanssteklar. Inga underarter finns listade i Catalogue of Life.